# Microrégion du Sud-Ouest de Goiás
La microrégion du Sud-Ouest de Goiás est l'une des six microrégions qui subdivisent le sud de l'État de Goiás au Brésil.
Elle comporte 18 municipalités qui regroupaient 503 397 habitants en 2014 pour une superficie totale de 56 112 km2.

## Municipalités[1]
- Aparecida do Rio Doce
- Aporé
- Caiapônia
- Castelândia
- Chapadão do Céu
- Doverlândia
- Jataí
- Maurilândia
- Mineiros
- Montividiu
- Palestina de Goiás
- Perolândia
- Portelândia
- Rio Verde
- Santa Helena de Goiás
- Santa Rita do Araguaia
- Santo Antônio da Barra
- Serranópolis